# GNOME Commander
GNOME Commander — свободный файловый менеджер с открытым исходным кодом, работающий под GNU/Linux и использующий библиотеки GTK+. Применение предпочтительно в среде GNOME, но может быть использован и в других средах. Создан в традициях таких файловых менеджеров, как Norton и Midnight Commander. Свою дополнительную идею берёт уже от современных файловых менеджеров, таких как Total Commander. Аналогом для рабочего стола KDE является файловый менеджер Krusader.

## Возможности
- типы GNOME MIME
- поддержка FTP, SFTP и WebDAV
- доступ через Samba
- меню по правой кнопке мыши
- пользовательское контекстное меню
- быстрый доступ к устройствам с автоматическим монтированием и демонтированием
- история по последним просмотренным папкам
- закладки по папкам
- поддержка плагинов
- скрипты на Python
- быстрый просмотр текстовых файлов и изображений
- поддержка мета-данных для тегов EXIF, IPTC, ID3, Vorbis, FLAC, APE, PDF, OLE2 и ODF
- инструменты для расширенного переименования файлов, поиска, быстрый поиск названия файлов в указанном каталоге, сравнение каталогов
- задание пользовательских комбинаций клавиш
- встроенная командная строка
- поддержка более 40 языков